# Rhomboda minahassae
Rhomboda minahassae är en orkidéart som först beskrevs av Rudolf Schlechter, och fick sitt nu gällande namn av Paul Ormerod. Rhomboda minahassae ingår i släktet Rhomboda och familjen orkidéer.
Artens utbredningsområde är Sulawesi. Inga underarter finns listade i Catalogue of Life.